# Legchog
Legchog (Gyantse (Shigatse), oktober 1944) is een Chinees-Tibetaans politicus. Tussen 1998 en 2004 was hij voorzitter van de regering van de Tibetaanse Autonome Regio in de Volksrepubliek China.
In 1972, tijdens de Culturele Revolutie trad hij toe tot de Communistische Partij van China. Sinds 2003 is hij voorzitter van het Volkscongres en van het Reglementair Comité (Standing Committee), beide van de Tibetaanse Autonome Regio